# Sławkowski Szczyt

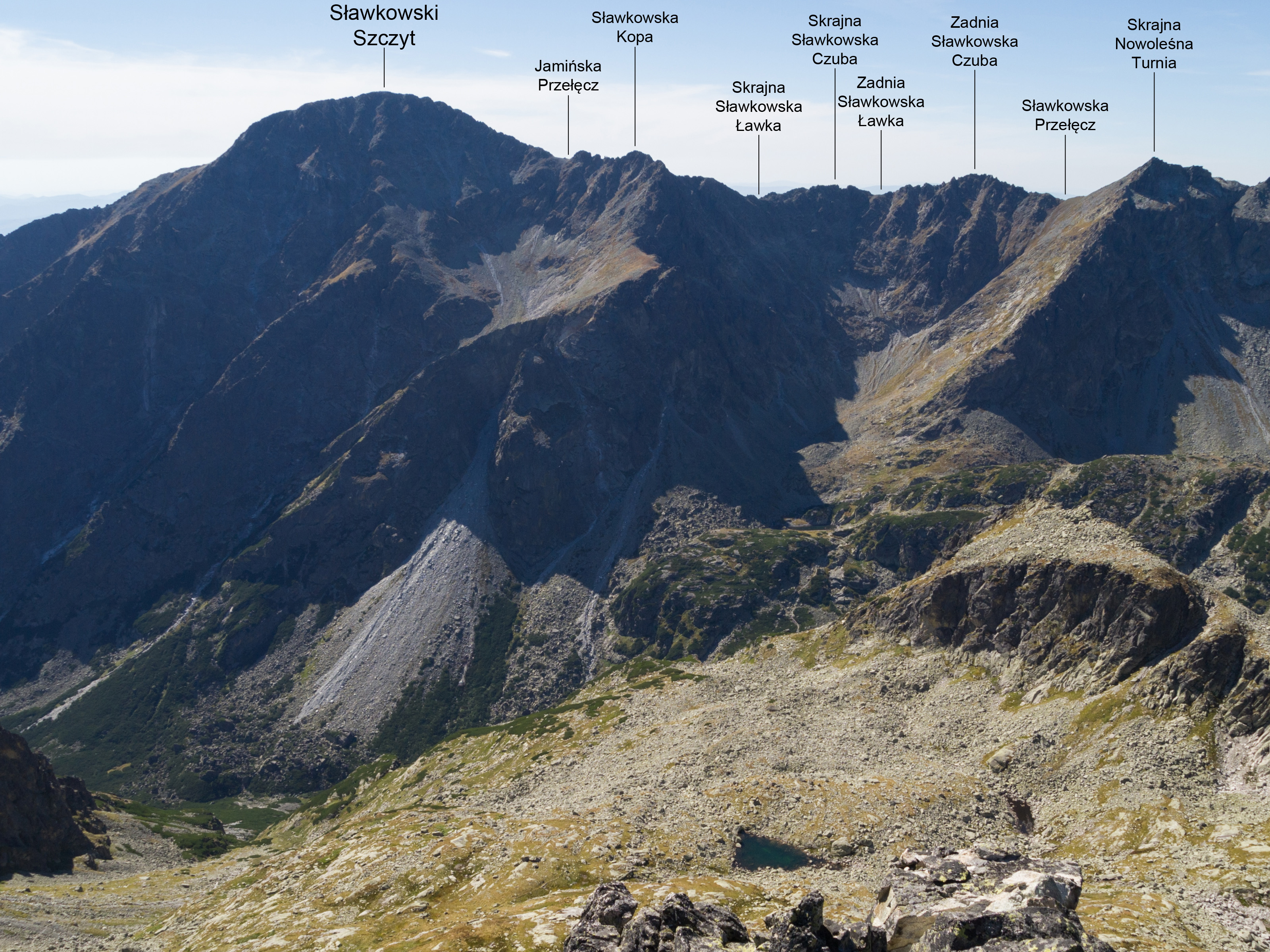
Sławkowski Szczyt i Sławkowska Grań od strony Doliny Staroleśnej

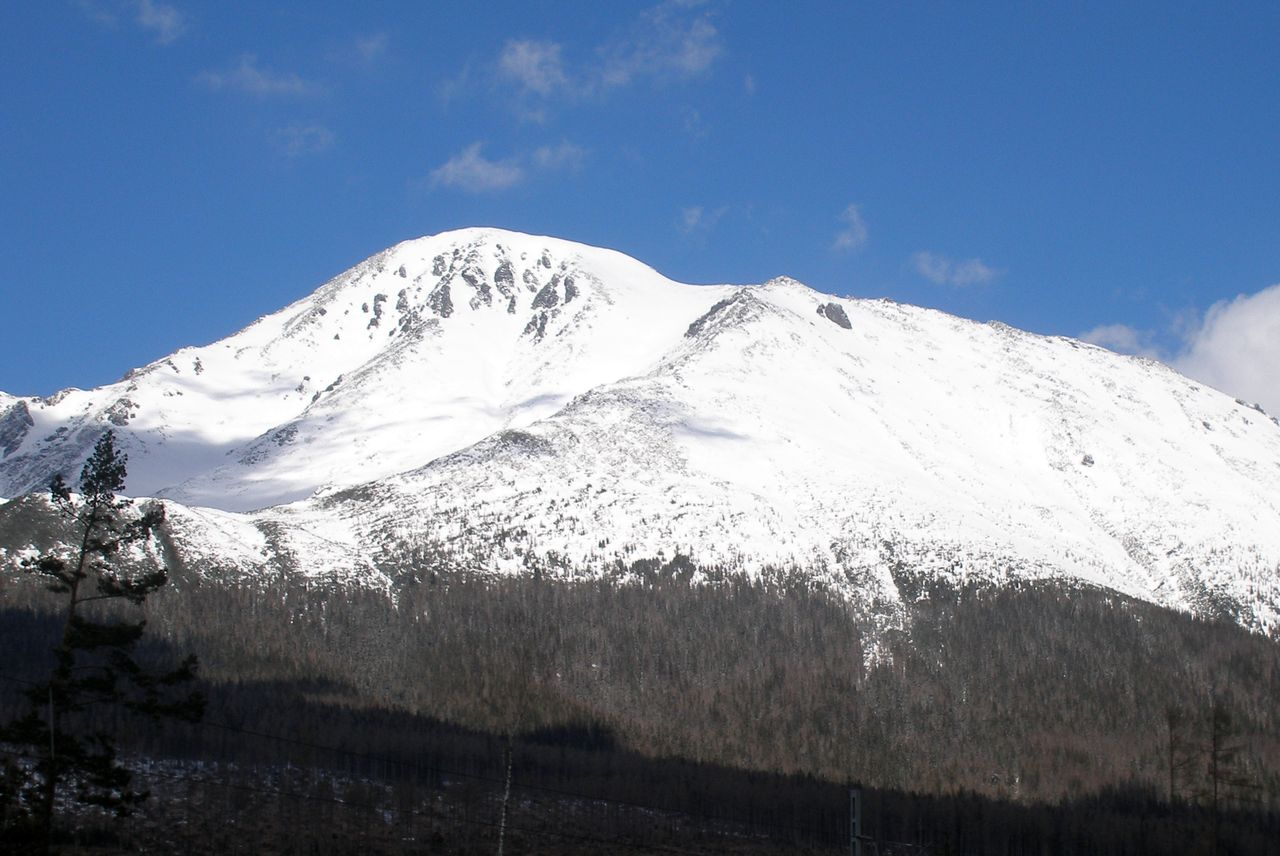
Widok na Sławkowski Szczyt i Królewski Nos z Tatrzańskich Zrębów

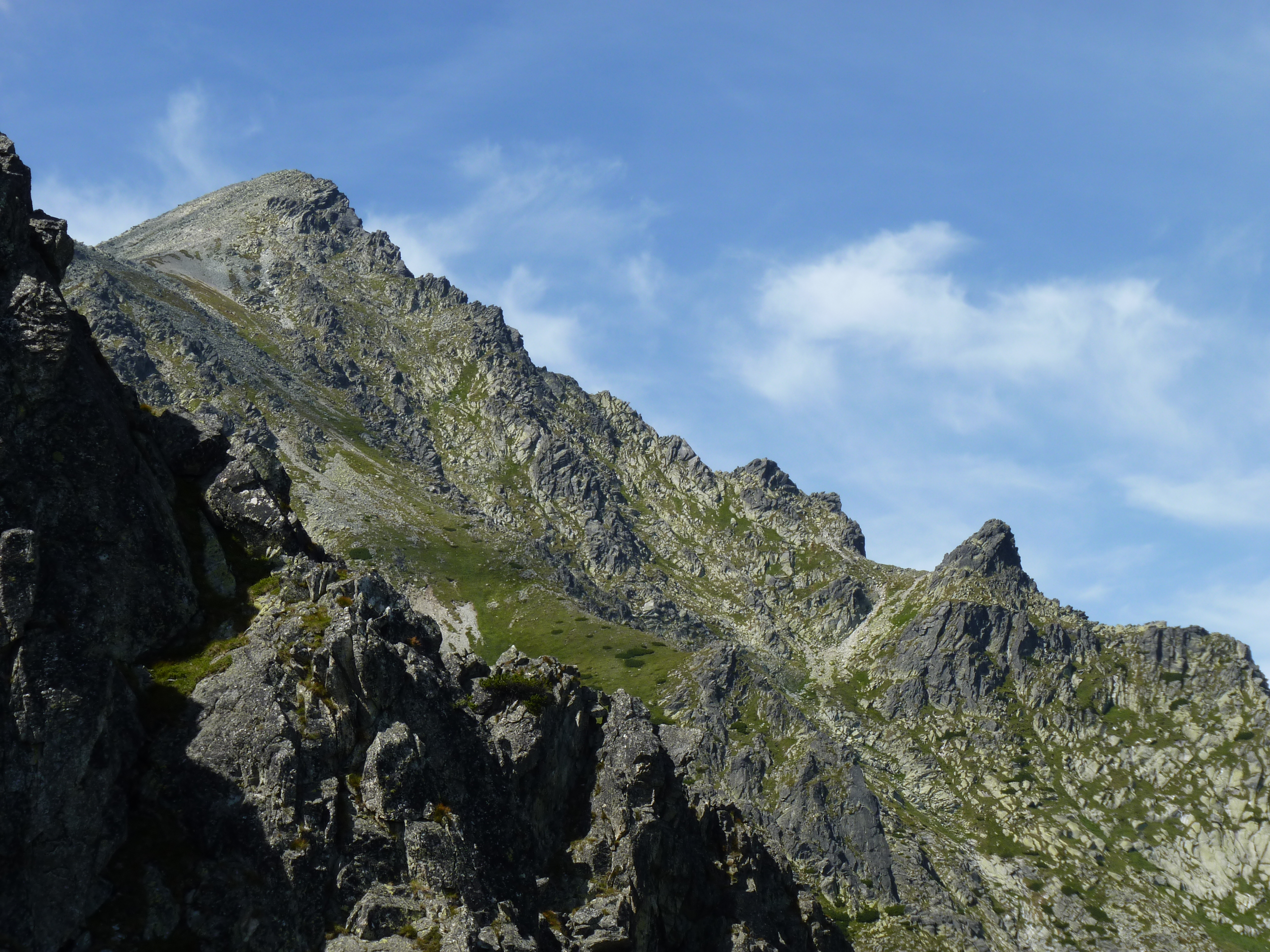
Sławkowski Szczyt

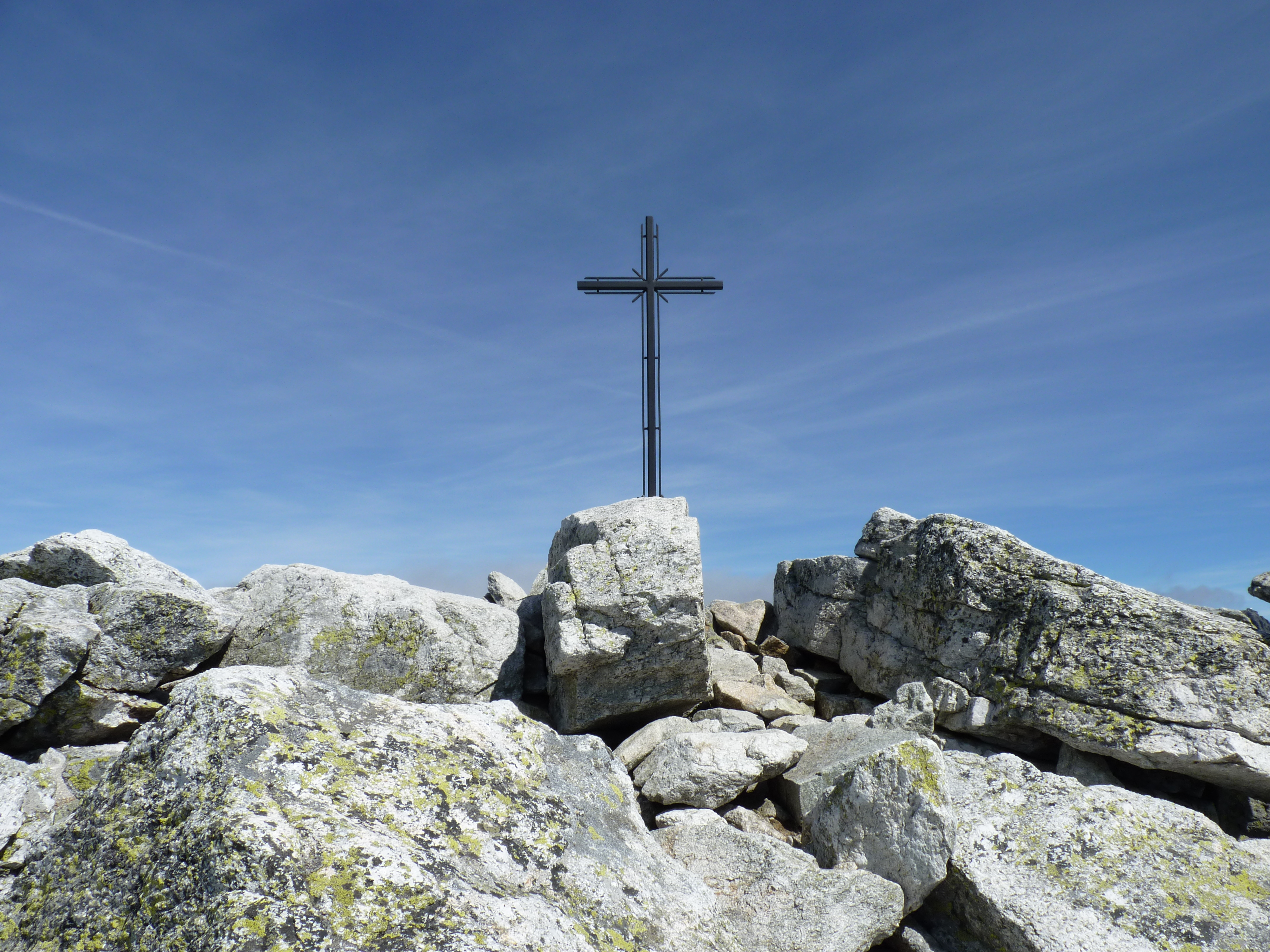
Wierzchołek Sławkowskiego Szczytu

Sławkowski Szczyt (słow. Slavkovský štít, węg. Nagyszalóki-csúcs, niem. Schlagendorfer Spitze, 2453 m n.p.m.) – wysoki i rozłożysty szczyt w bocznej grani Tatr Wysokich, odchodzącej od grani głównej w zworniku Małej Wysokiej (Východná Vysoká). Szczyt charakteryzuje jedna z największych w Tatrach wysokości względnych – jego północno-wschodnie stoki wznoszą się 950 metrów ponad podstawę.

## Topografia
Szczyt jest położony na terenie Słowacji pomiędzy dolinami Staroleśną (Veľká Studená dolina) i Sławkowską (Slavkovská dolina) oraz Sienną Kotliną (kotol Slavkovských plies), na północny zachód od Starego Smokowca. Sławkowski Szczyt znajduje się pomiędzy Sławkowską Kopą (Slavkovská kopa, 2350 m) a Królewskim Nosem (Slavkovský Nos, 2274 m). Od Sławkowskiej Kopy oddziela go Jamińska Przełęcz, od Królewskiego Nosa – Królewska Przełęcz. Szczyt opada w kierunku południowym kamienistymi stokami, a w kierunku północnym (do Doliny Staroleśnej) stromymi żlebami i grzędami z licznymi obrywami skalnymi.
Grań biegnąca od szczytu na zachód w kierunku Sławkowskiej Kopy i dalej do Sławkowskiej Przełęczy to Sławkowska Grań, zaś grań wschodnia, ciągnąca się przez Królewski Nos aż do Siodełka (Hrebienok), nazywana jest Sławkowskim Grzebieniem. Jego przedłużenie to Zbójnicki Grzebyk – zalesiony grzbiet kierujący się aż do Turnicy (1118 m).
Południowe żebro opada ze Sławkowskiego Szczytu na szeroką Sienną Przehybę, oddzielającą jego masyw od Siennej Kopy. Dużo bardziej skomplikowana jest budowa północnych stoków szczytu, opadających do Doliny Staroleśnej. Kolejno od zachodu znajdują się w nich:
- Jamiński Żleb z górnym piętrem, Jaminą, ograniczony od zachodu Warzęchowym Filarem i Jamińskim Filarem,
- Filar Grosza z Jamińskimi Wrótkami i Jamińską Kazalnicą,
- Żleb Grosza,
- Filar Sawickiego, w którym znajdują się:
  - Sławkowskie Wrótka,
  - Sławkowski Róg,
  - Wyżni Sławkowski Przechód,
  - Wyżnia Sławkowska Baszta,
  - Pośredni Sławkowski Przechód,
  - Pośrednia Sławkowska Baszta,
  - Niżni Sławkowski Przechód,
  - Niżnia Sławkowska Baszta,
- Żleb Veverki z Lodospadem Veverki,
- Filar Birkenmajera, w którym znajdują się:
  - Wyżni Królewski Przechód,
  - Wyżnia Królewska Baszta,
  - Pośredni Królewski Przechód,
  - Pośrednia Królewska Baszta,
  - Niżni Królewski Przechód,
  - Niżnia Królewska Baszta,
  - Królewska Kopka,
- Królewski Żleb opadający spod Królewskiej Przełęczy,
- Królewski Grzebień odgałęziający się od Królewskiej Czuby.

## Opis
W przeszłości Sławkowski Szczyt był uważany za najwyższy szczyt w Tatrach. Twierdzono też, że szczyt miał rozpaść się 6 (lub 9) sierpnia 1662 na skutek gigantycznego obrywu spowodowanego długotrwałymi opadami i być może lokalnym trzęsieniem ziemi, przez co wierzchołek straciłby ok. 300 m. Śladem obrywów skalnych miały być rumowiska na stokach góry. Hipoteza ta nie została jednak potwierdzona przez badania naukowe.
Pierwsza udana wyprawa na szczyt miała miejsce w lipcu 1664 r. Brali w niej udział Georg Topperczer (proboszcz z Wielkiego Sławkowa), Martinus Jani (kantor ze Spiskiej Soboty), Martinus Fabry (organista z Maciejowiec) oraz grupa starszych uczniów z ewangelickiej szkoły w tej ostatniej miejscowości, a także nieznany z nazwiska góralski myśliwy jako przewodnik. Wśród owych „studentów” był m.in. Georg Buchholtz – później jeden z pierwszych znanych badaczy Tatr oraz autor cennych opisów tych gór i całego Spisza.
12-osobowa grupa, po nocy spędzonej przy ognisku, już w piętrze kosodrzewiny, wschodnią granią weszła na Królewski Nos. W połowie drogi między Królewskim Nosem a szczytem z dalszej drogi zrezygnowali G. Topperczer, M. Fabry i czterej studenci. Nieco wyżej dali za wygraną dwaj inni uczniowie, Georgius Cocci i Andreas Greskovicz. 22 (lub 16) lipca, około godziny jedenastej, na wierzchołku stanęli ostatecznie, „w imię Boże, choć z wielkim zagrożeniem ciała i życia”, M. Jani, G. Buchhotz, drugi student Martinus Veisser oraz przewodnik.
Opis tego wejścia zamieścił Georg Buchholtz w „Kronice rodzinnej” (Historischer-Geschlechts-Bericht; pisana w l. 1703-1710, fragment opublikowany w roku 1774 pt. Besteigung der Schlagendorfer Spitze, w pełni wydana w 1904 r. w Lewoczy), a także w dziele Das weit und breit erschollene Zipser-Schnee-Gebürg (rękopis 1719, opublikowane dopiero w 1899 r. w wychodzącym w Lewoczy tygodniku „Zipser Bote”). Na tej podstawie uznano, że było to pierwsze zdobycie konkretnego, nazwanego tatrzańskiego szczytu udokumentowane w pisanych źródłach.
Drugie potwierdzone wejście na Sławkowski Szczyt należy do Stanisława Staszica (12 sierpnia 1805 r.). Zimą jako pierwszy na szczycie był Eduard Blásy z przewodnikiem J. Gellhofem 15 stycznia 1873 r.
25 lipca 2014 r. Martin Hric i Igor Ľudma wynieśli na szczyt i umocowali do stojącego tam krzyża okolicznościową tablicę, przypominającą pierwsze wejście sprzed 350 lat.
Nazwa szczytu pochodzi od spiskiej wsi Wielki Sławków. Szlak turystyczny na szczyt wybudował w latach 1901–1908, w znacznej części własnym kosztem, Maximilian Weisz. Wykonana przy tej trasie platforma widokowa na krawędzi Sławkowskiego Grzebienia nazywana jest „Maksymilianką”. Panorama widokowa ze Sławkowskiego Szczytu jest bogata, szczególnie dobrze prezentuje się stąd Dolina Staroleśna i jej otoczenie, widoczne są stąd niemal wszystkie (liczne) Staroleśne Stawy. Widok ku południowi, obejmujący znaczną część Spisza, wraz ze Spiską Sobotą, Kieżmarkiem, Podolińcem i Lubicą, wspominał już w swych zapiskach pierwszy zdobywca szczytu, Georg Buchholtz. Bogata jest też flora w piętrze turniowym.

## Turystyka
Sławkowski należy do Wielkiej Korony Tatr. Turystyczne wejście na szczyt jest możliwe ze Starego Smokowca oraz ze Smokowieckiego Siodełka, od górnej stacji kolejki. Według stanu z połowy 2020 roku jest to trzeci pod względem wysokości tatrzański szczyt dostępny dla turystów (po Rysach i Krywaniu).
  – niebieski szlak ze Starego Smokowca od stacji TEŽ przez Pięć Źródeł, Rozdroże pod Sławkowskim Szczytem, a stąd dalej Sławkowskim Grzebieniem przez Królewski Nos na Sławkowski Szczyt. Suma podejść wynosi 1453 m.
- Czas przejścia ze Starego Smokowca do rozdroża: 1 h, ↓ 40 min
- Czas przejścia od rozdroża na szczyt: 4 h 15 min, ↓ 3 h

    – czerwony szlak (Magistrala Tatrzańska) ze Smokowieckiego Siodełka do Rozdroża pod Sławkowskim Szczytem, dalej już szlakiem niebieskim.
- Czas przejścia z Siodełka do rozdroża: 20 min w obie strony